# Masarykovo gymnázium Příbor
Masarykovo gymnázium Příbor je veřejná střední škola nabízející jak čtyřleté, tak osmileté studium.

## Historie
Dne 18. září 1902 do školy poprvé nastoupilo 56 žáků, kde byli vzděláváni šesti učiteli. V roce 1909 měla škola první absolventy. Na reálné gymnázium byla škola změněna v roce 1912 a od roku 1946 nese škola název Masarykovo gymnázium.
Ze začátku se vyučovalo v pronajatých prostorách, proto byla v letech 1903–1904 postavena nová budova, ve které probíhá výuka dodnes. Pouze během druhé světové války tato budova sloužila potřebám německého gymnázia a vojenského lazaretu. Po roce 1989 byla škola opravena a rekonstruována a v roce 2006 byla přistavěna nová tělocvična.

### Názvy školy
- 1902 Zemská vyšší reálka
- 1912 Reálné gymnasium
- 1919 Státní reálné gymnasium
- 1946 Masarykovo státní reálné gymnasium
- 1948 Masarykovo reálné gymnasium
- 1953 Jedenáctiletá střední škola
- 1960 Střední všeobecně vzdělávací škola
- 1968 Gymnasium
- 1990 Masarykovo gymnázium